# Титан (станція метро)
Титан (рум. Titan) — станція Бухарестського метрополітену. Станція розташована у районі Sector 3.
Відкрита у 1981 році у складі ділянки «Нові Часи» — «Республіка». Назву отримала від парку неподалік. Станція виходить до вулиці Лівіу Ребряну.
«Титан» — односклепінна мілкого закладання з однією острівною платформою.